# Zamek w Rypinie
Zamek w Rypinie – zamek średniowieczny w Rypinie wybudowany na początku XIV wieku, prawdopodobnie przed 1348 rokiem. Zniszczony prawdopodobnie w czasie wojny trzynastoletniej.

## Historia
Po raz pierwszy o zamku wspomina dokument wystawiony przez księcia Władysława w 1348 roku, dla młynarza Hejkona. Istnienie zamku w Rypinie potwierdzić można także innymi wzmiankami źródłowymi pochodzącymi z XIV i XV wieku (m.in.: dokumenty z 1345, 1348, 1351 i 1411).
W roku 1348 arcybiskup gnieźnieński Jarosław z Bogorii i Skotnik rozstrzygający w Łęczycy spór między Władysławem i biskupem płockim Klemensem Pierzchałą wspomniał również o zamku w Rypinie poprzez zobowiązanie biskupa płockiego i jego następcy do zapłacenia dziesięciu marek monety toruńskiej na wypadek zniszczeń i zakładał ewentualny przyszły remont z udziałem finansowym biskupów płockich: "quod quandocumque castrum in Ripin de novo aedificam, vel jam destructum vel prae vetustate consumptum, seu allo infortunio destructum". 
Kolejnym dowodem na istnienie zamku w Rypinie jest inwentarz sporządzony przez Krzyżaków w momencie przekazywania miasta w ręce polskie 22 września 1411 roku. Użyte w dokumencie słowo „Haus” oznacza według terminologii krzyżackiej zamek wysoki. Świadczy to niewątpliwie o istnieniu zamku rypińskiego na początku XV wieku.
Mógł to być dwór na przyrynkowej parceli, składał się najprawdopodobniej z murowanego, jednoskrzydłowego budynku, z drewnianą zabudową pomocniczą. Prawdopodobnie zamek został zniszczony w czasie wojny trzynastoletniej.